# Nate Allen
Nathaniel Ray Allen (Fort Myers, 30 novembre 1987) è un giocatore di football americano statunitense che gioca nel ruolo di safety per i Miami Dolphins della National Football League (NFL). Fu scelto nel corso del secondo giro (37º assoluto) del Draft NFL 2010 dai Philadelphia Eagles. Al college ha giocato a football alla University of South Florida.

## Carriera professionistica

### Philadelphia Eagles
McCluster fu scelto dai Philadelphia Eagles nel corso del secondo giro del Draft 2010. Mise a segno il suo primo intercetto nella NFL nella sua gara di debutto nella settimana 1 contro i Green Bay Packers e il secondo il turno successivo contro i Detroit Lions. Per queste prestazioni fu nominato miglior rookie difensivo del mese di dicembre. Il 21 dicembre fu inserito in lista infortunati a causa della rottura del tendine patellare, concludendo la sua prima stagione con 13 presenze (tutte da titolare), 48 tackle, 2 sack, 3 intercetti e un fumble forzato.
Nella stagione 2011, Allen disputò 15 gare, 12 delle quali come titolare, con 59 tackle e 2 intercetti. La stagione seguente, Allen fece registrare un nuovo primato personale con 70 tackle ma per la prima volta non mise a segno alcun intercetto.
Il primo intercetto della stagione 2013, Allen lo fece registrare nella settimana 13 contro gli Arizona Cardinals in cui gli Eagles vinsero la quarta gara consecutiva.
Nel penultimo turno della stagione 2014, Allen pareggiò il proprio primato personale con il terzo intercetto in stagione nella gara contro i Redskins.

### Oakland Raiders
Il 12 marzo 2015, Allen firmò con gli Oakland Raiders.

### Miami Dolphins
Il 10 marzo 2017, Allen firmò con i Miami Dolphins.

## Palmarès
- Rookie difensivo del mese: 1

settembre 2010

## Statistiche
| Partite totali      | 74  |
| Partite da titolare | 69  |
| Tackle              | 324 |
| Sack                | 4,0 |
| Intercetti          | 10  |
| Fumble forzati      | 3   |

Statistiche aggiornate alla stagione 2014